# Lago Lanier
Il lago Lanier (ufficialmente lago Sidney Lanier) è un bacino idrico situato nella parte settentrionale della Georgia, Stati Uniti d'America, dedicato al poeta confederato Sidney Lanier e gestito da ingegneri e progettisti militari dello U.S. Army Corps of Engineers. Si tratta di un lago artificiale creatosi nel 1956 dopo il completamento della Buford Dam, un diga sul fiume Chattahoochee (di cui un affluente è il Chestatee). Il bacino è costituito da ben 150 km2 di acque, 1114 km di costa ed una profondità media di 50 m.
L'opera serve anzitutto per ridurre il rischio di alluvioni a valle del Chattahoochee (soprattutto nell'area metropolitana di Atlanta, la capitale della Georgia) e dagli anni Cinquanta ad oggi si sono verificati solamente tre episodi alluvionali (il più grave nel 2009, dopo due anni di siccità, mentre il più recente risale al 2013). Fornisce, inoltre, energia idroelettrica alle città dei dintorni.
La sua costruzione, però, ha comportato la distruzione di ventimila ettari di terreno coltivabile e ha richiesto il dislocamento di oltre 250 famiglie, 15 attività e venti cimiteri con tanto di tombe e cadaveri.
Al giorno d'oggi il lago è sorvegliato dal Dipartimento di Risorse Naturali della Georgia (GDNR) e sulle sue acque esercitano giurisdizione Georgia, Alabama e Florida. Tuttavia, la crescente urbanizzazione delle aree circostanti (in particolare Atlanta) ha drasticamente aumentato i consumi di acqua di privati cosicché, in aggiunta alle siccità esacerbate dal riscaldamento globale, si è reso necessario intervenire per preservare il lago e la fauna.
Le gare di canottaggio e canoa/kayak delle Olimpiadi Estive del 1996 si tennero lungo l'estremità settentrionale del lago.
Nel 1997 il lago ha ospitato il meeting annuale del gruppo Bilderberg, per favorire il dialogo e la cooperazione tra Europa e Nordamerica.
Alcune scene della serie tv Ozark sono state girate sul lago Lanier tra il 2020 e il 2022.

## Geografia
Il lago bagna le contee di Hall, Forsyth, Dawson, Gwinnett e Lumpkin nelle seguenti proporzioniː 60, 30, 5, 4 e 1%. Il precedente talweg dei fiumi Chestatee e Chattanhoochee è stato usato per delineare il confine tra le contee di Hall e Gwinnett a est e tra Dawson e Forsyth a ovest. Il territorio oggi sott'acqua era, un tempo, ricco di foreste e campi coltivati. Prima del completamento della diga si potevano ancora scorgere le chiome degli alberi più alti, un pelo al di sopra della superficie del lago.
Alla fine del 2007 il livello delle acque giornaliero del lago Lanier toccò i minimi storici, stabilizzandosi solamente con delle piogge nel mese di dicembre. Dopo un leggero aumento nel 2008, i livelli rientrarono nella norma nell'aprile 2009.
Le siccità del 2011 e del 2012 presentarono una situazione simile a quella del 2007, mentre le piogge torrenziali del 2013 fecero addirittura esondare le acque allagando parte della Georgia settentrionale. Nel giugno del 2016, invece, la contea di Forsyth dovette imporre un razionamento dell'acqua domestica per fronteggiare la grave siccità.

## Il progetto

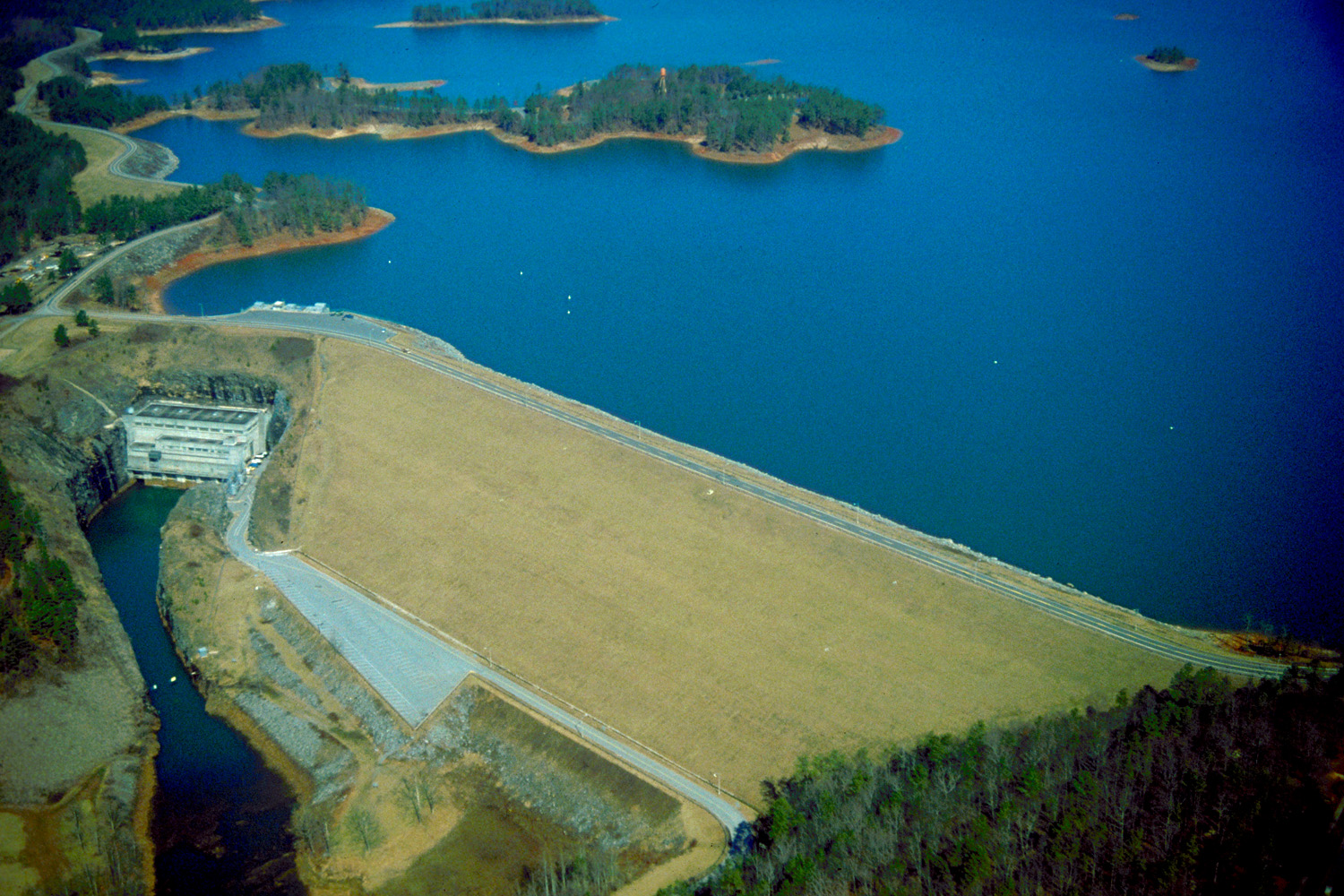
La diga di Buford con dietro il Lago Lanier e di fronte il fiume Chattahoocee, vista dalla contea di Forsyth.

Il progetto costò circa un miliardo di dollari e fu approvato nel 1949, mentre i lavori cominciarono nel 1950. Un'autostrada e una superstrada locali furono abbandonate lungo un tratto e deviate per evitare di intersecare l'area del futuro lago.
Nel corso degli anni furono necessari ulteriori investimenti. L'opera fu ultimata nel 1956 rispettando le scadenze previste. Il lago Lanier cominciò a formarsi nel 1956 e raggiunse l'estensione attuale nel 1957.
Secondo l'Army Corps of Engineers, la diga al momento ha una capacità di 126 megawatt.

## Episodi di razzismo nella cittadina di Oscarville

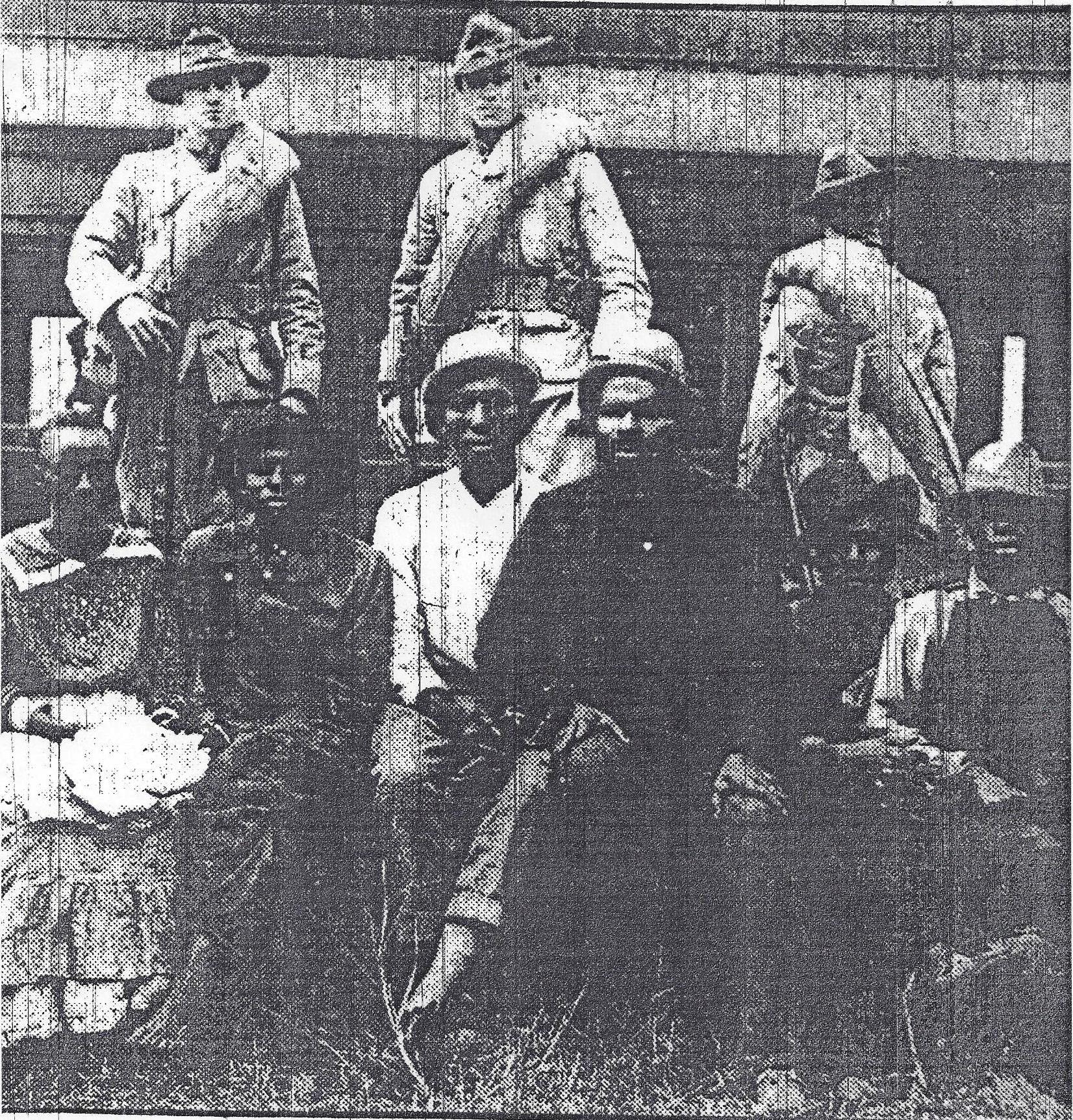
Fotografia scattata il 2 ottobre 1912. Da sinistra a destraː Trussie Daniel, Oscar Daniel, Tony Howell (imputato per lo stupro di Ellen Grice), Ed Collins (testimone) Isaiah Pirkle (testimone per Howell) e Ernest Knox.

La storia più buia del lago Lanier ha inizio intorno al 1830, quando la contea di Forsyth era parte della nazione Cherokee. In quegli anni la maggior parte dei nativi fu allontanata per volere del governo americano, trasformando il luogo in uno dei punti di partenza meridionali del "sentiero delle lacrime".
Fino al 1912 circa 1100 persone afroamericane vivevano e gestivano attività nella contea di Forsyth. Il 9 settembre 1912, una diciottenne bianca (Mae Crow) fu stuprata e uccisa vicino a Browns Bridge, sulle sponde del fiume Chattahoochee, nel villaggio di Oscarville. Quattro ragazzi di colore che vivevano nei pressi furono accusati del crimineː Ernest Knox (16 anni), suo cugino Oscar Daniel (18) e la sorella Trussie "Jane" (22) e Robert "Big Rob" Edwards (24). Il giorno dopo l'arresto di Edwards, una mobilitazione di uomini bianchi prese d'assalto la sua cella. Dopo aver sparato al ragazzo, gli uomini trascinarono il suo corpo per le strade e lo appesero ad un palo del telefono a Cumming.
La tensione era alle stelle e gli episodi di violenza si moltiplicarono. Orde di cittadini bianchi (conosciuti come "cavalieri notturni" a cavallo) andarono di porta in porta armati di torce e pistole, bruciando chiese, case e negozi dei quartieri afroamericani, chiedendo a tutti i cittadini neri di abbandonare la contea immediatamente. I residenti obbedirono velocemente, lasciandosi dietro case, campi e averi, razziati in seguito dagli abitanti bianchi rimasti. Anche se oggi sono ritenuti innocenti, Ernest Knox e Oscar Daniel furono accusati di omicidio e impiccati di fronte ad una platea di cinquemila persone, mentre Trussie fu assolta. Nel 2021 il sito dell'assassinio di Edwards è stato riconosciuto come punto di interesse storico.
Comunque sia, fino al 1950 la cittadina di Oscarville mantenne una certa percentuale di afroamericani tra i suoi residenti (circa il 10%). La costruzione della diga, però, avrebbe comportato l'allagamento di vaste aree coltivabili e centri abitati, inclusa Oscarville. Secondo Robert David Coughlin, autore di un libro sulla storia della diga di Buford, il progetto avrebbe dovuto riguardare la cittadina di Roswell, ma fu in seguito modificato. Forse si trattò di un pretesto per completare la pulizia etnica di Oscarville cominciata qualche decennio prima.
I residenti di colore che avevano abbandonato la città persero anche i loro terreni (secondo lo storico Elliot Jaspin, solo la metà dei possidenti riuscì a vendere le proprie terre), finiti nelle mani degli abitanti bianchi. Al loro ritorno, i neri si ritrovarono senza casa né lavoro. Poche centinaia di afroamericani ripopolarono la città, fin quando, nel 1950, fu chiesto loro di andarsene prima che il lago artificiale sommergesse parte della contea. Alcuni si rifiutarono di andarsene e finirono sott'acqua al momento dell'apertura della diga (1956). I dintorni (rimasti emersi) di Oscarville, invece, mantennero la predominanza bianca.
Soltanto dagli anni Novanta in poi la demografia di Oscarville (risorta poche miglia dalla sua ubicazione originale) e dell'intera contea di Forsyth iniziò a cambiare. Oggi, infatti, si contano latini, asiatici e afroamericani (questi ultimi costituiscono il 4% della popolazione della contea).
La storia di Oscarville (e di altre comunità afroamericane sommerse) è diventata virale su TikTok e YouTube dopo una puntata del 2021 di The Amber Ruffin Show, presentato dalla comica Amber Ruffin.

## Attività ricreative

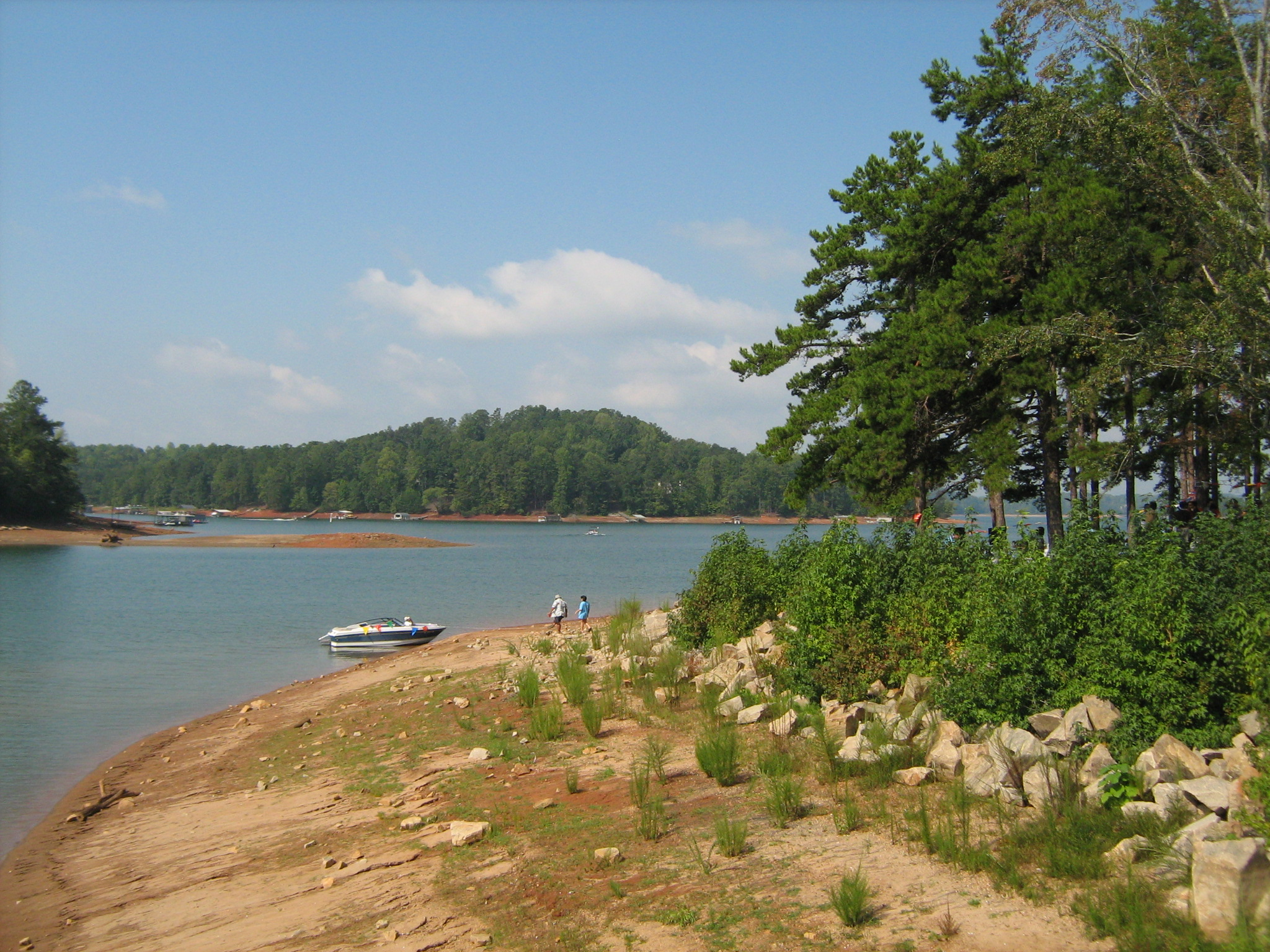
Lake Lanier visto da Gainesville.

Il lago è molto frequentato dai turisti in cerca di relax lungo le sue coste e per escursioni in barca, specialmente in estate. Vi si trovano numerosi alberghi, un resort con parco acquatico (Lake Lanier Islands) e dei servizi di noleggio per canoe e moto d'acqua. Oltre alle gare acquatiche delle Olimpiadi del 1996, il lago ha ospitato anche altri eventi come i campionati mondiali di canoa del 2003 e i campionati panamericani di canoa del 2016. Il lago Lanier ospita, inoltre, il Food Truck Friday e il Dragon Boat Festival.
Lungo tutto il lago sono distribuiti ben 90 parchi, accessibili via mare e/o via terra, comprese delle spiagge con acque balneabili, attrezzati con aree picnic, cabine e parchi giochi.
Vi si trova un hotel, il Legacy Lodge (precedentemente detto Emerald Pointe Hotel). L'altro albergo, Pine Isle, è stato demolito nel 2008. Entrambi erano proprietà della CNL Hotels & Resorts, una compagnia della Florida che li cedette all'imprenditore della Georgia Virgil Williams.
Ogni anno, da metà novembre fino a gennaio, le isole del lago Lanier sono decorate con quasi 10 km di luci natalizie, creando uno degli spettacoli luminosi più estesi al mondo. Durante le festività si organizzano anche presepi viventi, negozi di articoli di Natale e piccole parate in costume.
Infine, il lago è meta dei turisti affascinati dal paranormale. Molte persone hanno perso la vita nelle acque del lago, spesso per cause sconosciute, e data la presenza di un cimitero subacqueo, si dice che il luogo sia infestato dai fantasmi e che sia "maledetto".

## Incidenti e storie di fantasmi

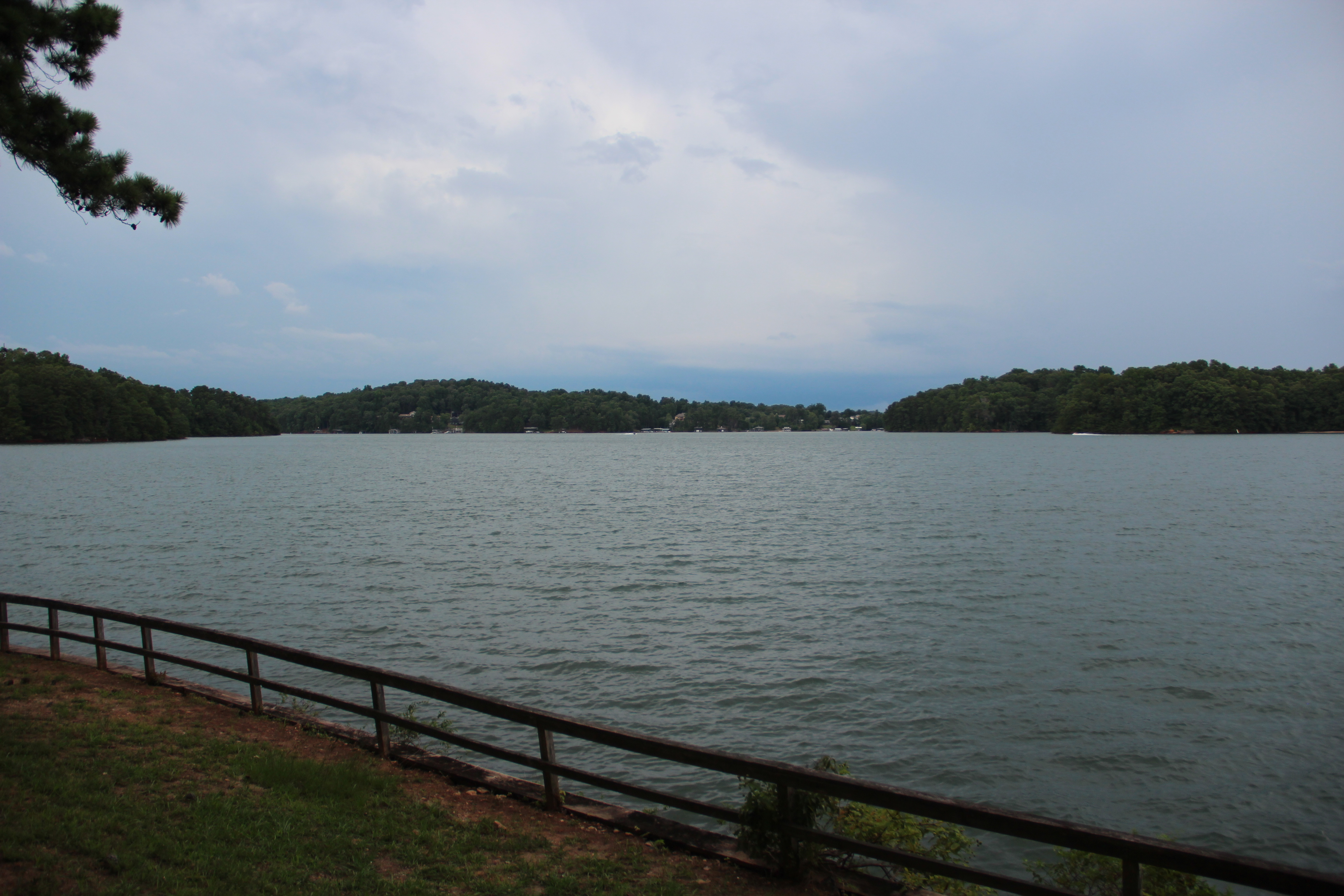
Baldridge Creek sul Lago Lanier nel 2018.

Il lago Lanier è considerato uno dei laghi più mortali degli Stati Uniti, considerando che dal 1956 ad oggi vi sono morte oltre 500 persone, di cui 200 soltanto negli ultimi trent'anni. Un anno particolarmente nefasto fu il 2011, quando si registrarono 17 morti nelle acque o lungo le sponde del lago.
Anche nell'estate del 2012 si verificarono diversi incidenti. Il 18 giugno morirono due fratellini (Jake e Griffin, di 9 e 13 anni) dopo essere stati investiti dalla barca fuori controllo di Paul J. Bennet. Il 9 luglio una sorte simile toccò all'undicenne Kile Grover, deceduto dopo essere stato colpito da una moto d'acqua mentre nuotava a riva. Infine, il 24 agosto 2012 la studentessa Hannah Truelove, 16 anni, fu ritrovata senza vita dopo aver twittato di essere "spiata" da qualcuno nel bosco.
L'8 febbraio 2015, invece, il corpo senza vita di Kelly Nash (25 anni) fu ritrovato inspiegabilmente nel lago dopo un mese dalla scomparsa, con ancora addosso il pigiama.
Il lago, però, è famoso anche per le "storie di fantasmi". La più celebre riguarda due amiche, Delia May Parker Young e Susie Roberts. Nel 1958 le due ragazze, dopo una serata di ballo, fecero rifornimento di benzina e, senza pagare, si allontanarono con la vettura, sbandando poi fuori da uno dei ponti sul lago. L'anno seguente, un pescatore rinvenne un corpo non identificabile che galleggiava nei pressi di un ponticello. Bisognò attendere il 1990 prima che le autorità locali investigassero la zona rinvenendo una Ford degli anni 1950, appartenuta alla Roberts secondo la targa. Il corpo al suo interno aveva un vestito blu, lo stesso indossato da Susie la notte in cui morì, secondo le testimonianze. Ciò significa che l'altro corpo, trovato dal pescatore nel 1959, apparteneva all'amica Delia. La gente del posto racconta che, ogni tanto, le braccia senza mani di Delia si dimenano nelle acque, pronti a trascinare sul fondale i malcapitati.

## Dispute legali
Nel luglio 2009 un giudice federale del Minnesota stabilì che il Congresso non aveva mai autorizzato l'uso del Lago Lanier per le riforniture idriche alla città di Atlanta. Pertanto, allo stato della Georgia furono concessi tre anni per terminare l'approvvigionamento idrico dal lago (escluse le cittadine di Gainesville e Buford), a meno di non ottenere la licenza dal Congresso o comunque dopo aver raggiunto un accordo sui termini di sfruttamento. La Commissione Regionale di Atlanta (ARC) si difese sostenendo che un'interruzione della fornitura idrica avrebbe lasciato il 75% delle utenze senza acqua, creando un disastro che avrebbe richiesto sovvenzioni da parte della Federal Emergency Management Agency (FEMA). La sentenza fu annullata nel giugno del 2011.
Nel 2013 la Florida intraprese un'azione legale contro la Georgia, appellandosi alla Corte Suprema per richiedere un equo approvvigionamento delle acque. Il reclamo è stato respinto il 1º aprile 2021 per mancanza di prove a sostegno di un approvvigionamento illecito da parte della Georgia.